# L'Ami Fritz (film, 1920)
Pour les articles homonymes, voir L'Ami Fritz (homonymie).
L'Ami Fritz est un film muet français réalisé par René Hervil, sorti en 1920.
Il est adapté du roman d'Erckmann-Chatrian L'Ami Fritz paru en 1864.

## Fiche technique
- Titre : L'Ami Fritz
- Réalisation : René Hervil
- Scénario : Suzanne Devoyod, René Hervil d'après L'Ami Fritz d'Erckmann-Chatrian
- Photographie : Amédée Morrin
- Musique : Henri Maréchal
- Société de production : Les Films Molière
- Société de distribution : Roy Films
- Pays de production :  France
- Langue : film muet avec les intertitres  en français
- Format : Noir et blanc — 35 mm — 1,33:1 — Muet
- Date de sortie : 
  - 6 février 1920[1]

## Distribution
- Léon Mathot : Fritz Kobus
- Huguette Duflos : Suzel
- Thérèse Kolb : Catherine
- Édouard de Max : David Sichel
- Louis Kerly
- Henri Maillard
- Maurice de Féraudy